# Édouard Candlot
Pour l'ingénieur, militaire et homme politique français, voir Albert Candelot.
Édouard Louis Candlot est un chimiste, ingénieur conseil, directeur de la Compagnie parisienne des ciments Portland artificiels, né à Ronchamp (Haute-Saône) le 20 avril 1858 et mort à Paris 17e le 15 octobre 1922.

## Biographie
Il est bachelier es lettres et es sciences quand il entre à la Société des Ciments Français de Boulogne-sur-Mer en 1881 comme ingénieur chimiste. Ses recherches en laboratoires conduisent, à partir de 1881, à étudier l’effet des accélérateurs et retardateurs de prise pour les liants hydrauliques. Il découvre alors l’effet retardant du gypse (CaSO4·2H2O) par la réaction du sulfate de calcium sur les aluminates de calcium du ciment produisant la formation de trisulfo-aluminate de calcium hydraté Ca6Al2(SO4)3(OH)12·26H2O, (aussi noté en formule oxyde : 3CaO·Al2O3·3CaSO4·32H2O), ou ettringite, encore appelé sel de Candlot.
Vers 1890, se diffuse la technique consistant à mélanger du gypse au clinker avant broyage. Le gypse réagit alors avec les  composés alumineux sans engendrer le "raidissement" du mélange et sans diminuer ses performances finales.
Ses découvertes en laboratoire lui ont valu d’être par deux fois lauréat de la Société d'encouragement pour l'industrie nationale. Il a rédigé de nombreuses publications et ouvrages, réalisé des conférences, pour promouvoir l’emploi du ciment et perfectionner ce produit ainsi que son procédé de fabrication (brevets).
Il est maire de Follainville-Dennemont en 1906 quand il est fait chevalier de la Légion d'honneur.
Il est membre de Jury à l'Exposition universelle de 1900 à Paris, à celle de Liège en 1905, et celle de Milan en 1906. Il a été conseiller du ministre du commerce extérieur, président de la Chambre syndicale des fabricants de chaux et ciments.
Ingénieur conseil, il a construit des cimenteries en Russie, en Algérie où il est aussi administrateur de la Compagnie algérienne des chaux et ciments et de la Compagnie oranaise des chaux et ciments, au Tonkin (nord du Vietnam) où il est administrateur de la Société des ciments Portland artificiels de l’Indochine et supervise la construction de l’usine d’Haïphong.
Le 3 août 1922, il a un grave accident d'automobile. Des piétons sont tués, lui et sa passagère sont éjectés du véhicule et grièvement blessés. Il meurt à Paris des suites de ses blessures le 15 octobre 1922.

## Distinction
- Chevalier de la Légion d'honneur[2].

## Publications
- Candlot, E. (1890). Note sur l'emploi des matériaux hydrauliques, Librairie polytechnique Baudry et Cie éditeurs.
- Candlot, E. (1898). Ciments et chaux hydrauliques: fabrication, propriétés, emploi, Librairie polytechnique Baudry et Cie éditeurs. (lire en ligne)
- Candlot, E. (1905). Tests of materials of construction. Transactions of the American Society of Civil Engineers, 54(8), 29–36.
- Howard, J. E., Schule, F., Le Conte, L. J., Fairleigh, J. A., Stearns, F. P., Humphrey, R. L., Candlot, E., & Aiken W. A. (1905). Discussion on tests of cement. Transactions of the American Society of Civil Engineers, 54(8), 43–52.

## Brevets
- Albert Lavocat et Édouard Candlot (trad. Brevet US614730A, États-Unis : Invention concernant les fours destinés à cuire de la chaux, du ciment et d'autres substances), « Patent US614730A, United States: Invention relating to kilns for burning lime, cement, and other substances », 22 novembre 1898 (consulté le 6 janvier 2023)